# سانسور در ترکیه
سانسور در ترکیه از سال ۲۰۰۴ میلادی که قانون جدید دربارهٔ سانسور در ترکیه تصویب شد کمتر شده اما با این حال طبق گزارش مجمع جهانی آزادی بیان ترکیه از لحاظ آزادی بیان و مطبوعات در رتبه ۱۳۸ جهان است، همچنین اتحادیه اروپا مذکور شده‌است که اگر ترکیه می‌خواهد عضو شود باید وضعیت آزادی بیان و مطبوعات را بهبود ببخشد.

## تاریخچه

### امپراتوری عثمانی
در عثمانی سانسور متعدد بود و اگر بدون اجازه سلطان یا سرداران بلندمرتبه عثمانی روزنامه‌ای به چاپ می‌رسید و در آن موردی برضد حکومت بود به شدت برخورد می‌شد و اقدامی غیرقانونی به حساب می‌آمد در آموزش هم این موضوع دیده می‌شد، همچنین بین سالهای ۱۹۰۹ و ۱۹۱۳ سانسور به‌طور قابل ملاحظه‌ای افزایش یافت و چندین (احتمالاً ۴ نفر) روزنامه‌نگار دستگیر شدند.

### در جریان انقلاب ترکیه (۱۹۲۳–۱۹۱۹)
با اینکه شعار انقلاب ترکیه آزادی بود اما در جریان این انقلاب افرادی از جمله شیخ سعید رزمی و برخی افراد اسلامگرایی که دولت آنان را شورشی خوانده بود دستگیر شدند.

### در جریانجنگ جهانی دوم(۱۹۴۵–۱۹۳۹)
در جریان جنگ جهانی ترکیه که سعی در حفاظت از موقعیت و استقلال خود داشت بسیاری از روزنامه‌ها را تعطیل کرد که عبارتند از:
- روزنامه قهوه‌ای مایل به زرد (۷ مرتبه به مدت ۲ ماه و ۱۳ روز)
- روزنامه وطن (۹ مرتبه به مدت ۷ ماه و ۲۴ روز)
- روزنامه سوبول ریاست ترکیه (۵ مرتبه به مدت ۵ ماه و ۹ روز)

### دوران نخست‌وزیری عدنان مندرس
زمانی که حزب دموکرات به رهبری عدنان مندرس در سال ۱۹۵۰ به قدرت رسید، سانسور وارد مرحله جدیدی شد. قانون مطبوعات تغییر کرد، مجازات‌ها و جریمه‌ها افزایش یافت. دستور بسته شدن چندین روزنامه صادر شد، از جمله روزنامه‌های اولوس (ممنوعیت نامحدود)، حریت، ترجمان و هرگون (هر کدام دو هفته). در آوریل ۱۹۶۰، یک کمیسیون به اصطلاح تحقیق ("Tahkikat Komisyonu") توسط مجلس ملی بزرگ ترکیه تأسیس شد. به آن قدرت داده شد تا نشریات را مصادره کند، روزنامه‌ها و چاپخانه‌ها را ببندد. هر کس از تصمیمات کمیسیون پیروی نکند به حبس از یک تا سه سال محکوم شود.

### پس ازکودتای ۱۹۸۰
پس از کودتای نظامی ۱۹۸۰ به رهبری ژنرال کنان اورن، آزادی بیان به‌شدت محدود شد. در طول دهه‌های ۱۹۸۰ و ۱۹۹۰، نزدیک شدن به موضوعات سکولاریسم، حقوق اقلیت‌ها (به‌ویژه مسئله کردها) و نقش ارتش در سیاست با خطر انتقام‌جویی مواجه شد.

## قانون
در قوانین ترکیه سانسور مشاهده می‌شود، در سال ۱۹۵۴ ترکیه کنوانسیون اروپا دربارهٔ حقوق بشر و آزادی‌های سیاسی را امضا کرد اما به آن جامه عمل نپوشاند.

### ماده ۳۰۱ قانون اساسی ترکیه
طبق این قانون که بین سال‌های ۲۰۰۵ تا ۲۰۰۸ به شدت اجرا می‌شد هرگونه توهین به ترک‌ها مجازات به همراه دارد و طی آن حدوداً ۶۰ نفر دستگیر شدند که با فشارهای بین‌المللی بیشتر افراد تبرئه و آزاد شدند.

## اینترنت

### مسدود کردن ویکی‌پدیا
از ساعت ۸ بامداد روز شنبه ۲۹ آوریل (۹ اردیبهشت) دسترسی به پایگاه اینترنتی دانشنامهٔ ویکی‌پدیا به تمامی زبان‌های آن، و از آن‌جمله زبان ترکی استانبولی، در این کشور قطع شد. سازمان اطلاعات و فناوری اطلاع‌رسانی ترکیه در بیانیه‌ای اعلام کرد که «بعد از ارزیابی‌های فنی و بررسی‌های حقوقی بر اساس ماده ۵۶۵۱ قانون نظارت اینترنتی این تصمیم اتخاذ شده‌است.» خبرگزاری فرانسه به نقل از رسانه‌های دولتی ترکیه نوشته‌است که این محدودیت به دلیل ناموفق بودن ویکی‌پدیا در «حذف محتوای مشوق تروریسم و حاوی اتهام همکاری ترکیه با گروه‌های تروریستی» صورت گرفته‌است. جیمی ویلز، بنیانگذار ویکی‌پدیا در واکنش به این اقدام رژیم ترکیه، در صفحه توئیتر خود تصریح کرد که «دسترسی به اطلاعات از حقوق اساسی بشر است» و خطاب به مردم ترکیه گفت که «در جدال برای دستیابی به این حق، همواره در کنار شما خواهم بود».

## حوادث ویژه

### جریان مایکل دیکسون
در جریانی مایکل دیکسون هنرمند انگلیسی در نگاره‌ای رجب طیب اردوغان نخست‌وزیر ترکیه را سگ جرج بوش رئیس‌جمهور آمریکا معرفی کرد که با اعتراضات گسترده در مورد توهین به حیثیت نخست‌وزیر ترکیه مایکل دیکسون به دادگاه کشیده شد که البته پس از مدتی تبرئه شد.

### ممنوعیت فروش برخی تصاویر
طبق این قانون که در سال ۲۰۰۹ میلادی به تصویب مجلس ترکیه رسید فروش تصاویری که سر شخصیت‌های معروف بر روی بدن حیوانات (همانند تصویر اردوغان و جریان مایکل دیکسون) غیرقانونی است.

## حملات و تهدیدات علیه روزنامه نگاران

### بازداشت روزنامه‌نگاران
در فوریهٔ ۲۰۱۷ دنیز یوجل روزنامه‌نگار آلمانی ترک‌تبار در استانبول زندانی شد.